# Unterköst
Unterköst ist ein Gemeindeteil der Gemeinde Pommersfelden im Landkreis Bamberg (Oberfranken, Bayern). Unterköst liegt in der Gemarkung Steppach.

## Geografie
Durch das Dorf fließt der Stöckleinsbach, ein linker Zufluss der Reichen Ebrach, und der Grundwiesengraben, der im Ort als rechter Zufluss in den Stöckleinsbach mündet. Etwas weiter nördlich befindet sich das Waldgebiet Grötern, im Südwesten grenzt das Waldgebiet Weidach an. Dort befinden sich die Erhebungen Mühlhausner Leite und der Köster Berg (315 m ü. NHN). Ansonsten ist der Ort unmittelbar von Acker- und Grünland umgeben.
Die Kreisstraße BA 45 verläuft nach Oberköst (2,5 km westlich) bzw. zur Staatsstraße 2263 bei Steppach (1,1 km südöstlich). Gemeindeverbindungsstraßen verlaufen nach Hirschbrunn (2 km nordwestlich) und zur St 2263 (0,7 km nordöstlich).

## Geschichte
Der Ort wurde im Würzburger Lehenbuch von 1303 als „Niderkoeste“ erstmals urkundlich erwähnt. Heinrich von Liebenau war zu dieser Zeit Lehensträger. markgräfliche Lehen (drei Sölden, ein Halbhof, Zehntansprüche) wurden erstmals Mitte des 15. Jahrhunderts erwähnt. Später ist von fünf markgräflichen Höfen die Rede. Daneben gab es noch zwei Höfe, eine Schäferei und Teiche, die den Herren von Stiebar unterstanden. 1711 kam es zu territorialen Auseinandersetzungen zwischen Brandenburg-Bayreuth und dem Hochstift Bamberg, wobei Unterköst zeitweise von brandenburg-bayreuthischen Truppen besetzt wurde. Später gelangte der Ort an die Herren von Schönborn.
Gegen Ende des 18. Jahrhunderts gab es in Unterköst 12 Anwesen (5 Güter, 3 Gütlein, 1 Sölde, 1 Haus, Schafhof) und ein Gemeindehirtenhaus. Das Hochgericht, die Dorf- und Gemeindeherrschaft sowie die Grundherrschaft über alle Anwesen übte die Schönborn’sche Herrschaft Pommersfelden aus.
Im Rahmen des Gemeindeedikts wurde Unterköst dem 1808 gebildeten Steuerdistrikt Steppach und der im selben Jahr gebildeten Ruralgemeinde Steppach zugewiesen. In der freiwilligen Gerichtsbarkeit und Ortspolizei unterstand der gesamte Ort dem Patrimonialgericht Pommersfelden (bis 1848).
Im Zuge der Gebietsreform in Bayern wurde Unterköst am 1. Mai 1978 nach Pommersfelden eingegliedert.

### Einwohnerentwicklung
| Jahr      | 001819 | 001861 | 001871 | 001885 | 001900 | 001925 | 001950 | 001961 | 001970 | 001987 | 002018 | 002021 |
| Einwohner | 67     | 70     | 81     | 84     | 70     | 75     | 88     | 61     | 54     | 59     | 38     | 48     |
| Häuser    |        |        |        | 13     | 12     | 11     | 11     | 11     |        | 12     |        |        |
| Quelle    | [ 9 ]  | [ 10 ] | [ 11 ] | [ 12 ] | [ 13 ] | [ 14 ] | [ 15 ] | [ 16 ] | [ 17 ] | [ 18 ] | [ 19 ] | [ 1 ]  |

## Religion
Der Ort ist seit der Reformation evangelisch-lutherisch geprägt und nach St. Erhard (Steppach) gepfarrt. Die Katholiken sind nach St. Antonius Abbas (Sambach) gepfarrt.